# The Adventurer (televisieserie)
The Adventurer was een Britse misdaadserie die uitgezonden werd door ITV van 29 september 1972 tot en met 30 maart 1973. Er werd een seizoen van 26 afleveringen geproduceerd.

## Verhaal
De serie speelt zich af rond Gene Bradley, een geheim agent die zich voordoet als een rijke filmster. De verhaallijnen bevatten elementen van het misdaad-, spionage- en avonturengenre.

## Rolverdeling
| Acteur           | Personage     | Opmerkingen     |
| ---------------- | ------------- | --------------- |
| Gene Barry       | Gene Bradley  |                 |
| Barry Morse      | Mr. Parminter | 25 afleveringen |
| Catherine Schell | Diane Marsh   | 11 afleveringen |
| Garrick Hagon    | Gavin Taylor  | 10 afleveringen |

## Afleveringen
1. Miss Me Once, Miss Me Twice and Miss Me Once Again
2. Poor Little Rich Girl
3. Thrust and Counter Thrust
4. The Bradley Way
5. Return to Sender
6. Counterstrike
7. Love Always, Magda
8. Nearly the End of the Picture
9. Deadlock
10. Has Anyone Here Seen Kelly?
11. Skeleton in the Cupboard
12. Target!
13. Action!
14. Full Fathom Five
15. I'll Get There Sometime
16. To the Lowest Bidder
17. Going, Going...
18. The Not-So Merry Widow
19. Mr. Calloway Is a Very Cautious Man
20. Double Exposure
21. The Case of the Poisoned Pawn
22. The Solid Gold Hearse
23. Make It a Million
24. Icons Are Forever
25. Somebody Doesn't Like Me
26. The Good Book